# Comacchio
Comacchio és un municipi italià, situat a la regió d'Emília-Romanya i a la província de Ferrara. L'agost de 2023 tenia 22.023 habitants.
Es troba al nord de les zones humides (anomenades 'valls' en italià) de Comacchio (valli di Comacchio), que formen part de la Reserva de la Biosfera del delta del Po, que des de 2015 és Patrimoni de la Humanitat de la UNESCO.

## Fills il·lustres
- Giovanni Nicolò Mezzogori (1580-1623) compositor musical.
- Blasio Tomasi, músic.